# Найден-Герово
На́йден-Ге́рово (болг. Найден Герово) — село в Пловдивській області Болгарії. Входить до складу общини Сиєдиненіє.

## Населення
За даними перепису населення 2011 року у селі проживали 483 особи.
Національний склад населення села:
| Національність   | Кількість осіб | Відсоток |
| ---------------- | -------------- | -------- |
| болгари          | 359            | 84,3%    |
| цигани           | 66             | 15,5%    |
| інша             | 0              | 0%       |
| Всього відповіли | 426            |          |

Розподіл населення за віком у 2011 році:
Динаміка населення: